# = (Ed Sheeran-album)
Az = (kiejtés: Equals) Ed Sheeran angol énekes és dalszerző ötödik stúdióalbuma, amely 2021. október 29-én jelent meg az Asylum Records és az Atlantic Records kiadókon keresztül. Az albumról a Bad Habits, a Shivers és az Overpass Graffiti kislemezek jelentek meg.

## Háttér
2021. augusztus 18-án Sheeran azt mondta, hogy másnap egy nagy bejelentés várható. Augusztus 19-én bejelentette az albumot és megjelenésének dátumát, október 29-ét. Azt mondta, hogy az album számára „nagyon személyes album és egy, ami nagyon sokat számít” neki. Ezek között megemlítette, hogy sok változás volt az életében, többek között házassága, lányának megszületése és veszteségek. A bejelentés napján kiadták a Visiting Hours promóciós kislemezt is.
Egy 2021 júniusi interjúban Sheeran azt mondta, hogy a Yesterday filmhez készített dalait is szerette volna az albumon látni valamilyen formában, mielőtt elkezd turnézni. A Penguins és a One Life dalok is ezek közé tartoztak.

## Számlista
| =     | =                       | =                                                                                    | =     | = | = | = | = | = | = |
|       | Cím                     | Szerző(k)                                                                            | Hossz |   |   |   |   |   |   |
| ----- | ----------------------- | ------------------------------------------------------------------------------------ | ----- | - | - | - | - | - | - |
| 1.    | Tides                   | Ed Sheeran Johnny McDaid Foy Vance                                                   | 3:15  |   |   |   |   |   |   |
| 2.    | Shivers                 | Sheeran McDaid Kal Lavelle Steve Mac                                                 | 3:27  |   |   |   |   |   |   |
| 3.    | First Times             | Sheeran David Hodges Fred Gibson                                                     | 3:05  |   |   |   |   |   |   |
| 4.    | Bad Habits              | Sheeran McDaid F. Gibson                                                             | 3:51  |   |   |   |   |   |   |
| 5.    | Overpass Graffiti       | Sheeran McDaid F. Gibson                                                             | 3:56  |   |   |   |   |   |   |
| 6.    | The Joker and the Queen | Sheeran McDaid F. Gibson Sam Roman                                                   | 3:05  |   |   |   |   |   |   |
| 7.    | Leave Your Life         | Sheeran                                                                              | 3:43  |   |   |   |   |   |   |
| 8.    | Collide                 | Sheeran McDaid F. Gibson Ben Kweller                                                 | 3:30  |   |   |   |   |   |   |
| 9.    | 2step                   | Sheeran Hodges Louis Bell Andrew Wotman                                              | 2:33  |   |   |   |   |   |   |
| 10.   | Stop the Rain           | Sheeran                                                                              | 3:23  |   |   |   |   |   |   |
| 11.   | Love in Slow Motion     | Sheeran McDaid Natalie Hemby                                                         | 3:10  |   |   |   |   |   |   |
| 12.   | Visiting Hours          | Sheeran McDaid Amy Wadge Anthony Clemons Kim Lang Smith Michael Pollack Scott Carter | 3:35  |   |   |   |   |   |   |
| 13.   | Sandman                 | Sheeran McDaid                                                                       | 4:19  |   |   |   |   |   |   |
| 14.   | Be Right Now            | Sheeran McDaid F. Gibson                                                             | 3:31  |   |   |   |   |   |   |
| 48:23 |                         |                                                                                      |       |   |   |   |   |   |   |

## Közreműködő előadók
Zenészek
| - Ed Sheeran – éneklés (összes dal), háttérénekes (1, 4–6, 8, 10, 11, 14), basszusgitár (1, 10, 11), fiúszoprán, dobok (1); gitár (1, 2, 9), pizzicato hegedű (2), akusztikus gitár (4, 5, 11, 12), ütőhangszerek (4, 11), billentyűk (10), ukulele (13) - Foy Vance – zongora (1, 10), háttérénekes, gitár (1) - Joe Rubel – dob programozás, gitár (1, 10); programozás (1, 10, 11); basszusgitár, gitár, zongora (1); további programozás (2), vonós hangszer programozás (3, 6), billentyűk (10, 11), akusztikus gitár, ütőhangszerek (11) - Johnny McDaid – zongora (1, 11–13), gitár (2), akusztikus gitár (4, 11, 14), háttérénekes (5, 8, 11, 12, 14), basszusgitár (5, 8, 12), elektromos gitár (5, 8, 12, 14), billentyűk (5, 8, 11–13), programozás (5, 11–13), ütőhangszerek (8), dobok (11), harangjáték, marimba (13) - Matt Glasbey – programozás (1, 10) - Fred – basszusgitár (2–8, 10, 14), dobok (2, 4, 5, 8, 10, 11, 14), gitár (2, 4), billentyűk (2, 4–8, 10, 14), programozás (2, 4, 5, 14), zongora (3, 4, 7, 11), háttérénekes (4, 5, 8, 10, 11), akusztikus gitár (5), vonós hangszerelés (6) - Chris Laws – dobok, programozás (2) - Steve Mac – billentyűk (2) - Parisi – további vonós hangszerek (3) - Ashok Klouda – cselló (3, 6) - Tim Lowe – cselló (3, 6) - Victoria Harrild – cselló (3, 6) - Leon Bosch – dupla basszusgitár (3, 6) - Matthew Sheeran – vonós hangszerelés (3, 6), programozás (6) - Eoin Schmidt-Martin – brácsa (3) - Laurie Anderson – brácsa (3) - Rebecca Lowe – brácsa (3) - Gary Pomeroy – brácsa (3) - Meghan Cassidy – brácsa (3) - Ann Bielby – brácsa (3) - Kirsty Mangan – hegedű (3) - Kathy Gowers – hegedű (3) - Thomas Gould – hegedű (3) - Michael Jones – hegedű (3) - Marije Johnston – hegedű (3) - Jan Regulski – hegedű (3) | - Anna Blackmur – hegedű (3) - Antonia Kesel – hegedű (3) - Beatrix Lovejoy – hegedű (3) - Warren Zielinksi – hegedű (3) - Samantha Wickramasinghe – hegedű (3) - Ciaran McCabe – hegedű (3) - Matthew Denton – hegedű (3) - Martyn Jackson – hegedű (3) - Iain Archer – slide gitár (4) - Hal Ritson – további vokál, további programozás, basszusgitár, billentyűk (5); programozás (8) - Richard Adlam – további programozás, ütőhangszerek (8) - Louise Clare Marshall – további vokál (5) - Sam Roman – gitár, zongora (6) - Elvira Anderfjärd – háttérénekes, basszusgitár, dobok, billentyűk, programozás (7) - Graham Archer – háttérénekes (8) - Will Reynolds – háttérénekes (8), billentyűk (8, 11, 12) akusztikus gitár (11), programozás (11, 12), elektromos gitár (12) - Benjy – dobok (8) - Louis Bell – dobok, billentyűk, programozás (9) - Andrew Watt – gitár, billentyűk, programozás (9) - Giampaolo Parisi – dobok (11), programozás (11, 14), hangeffketek (14) - Marco Parisi – billentyűk, zongora (11, 12); kürt (12), vonós hangszerek (14) - Aine McDaid – háttérénekes (12), fuvola (13) - Jimmy Barnes – háttérénekes (12) - Jimmy Carr – háttérénekes (12) - Josh McDaid – háttérénekes (12) - Kylie Minogue – háttérénekes (12) - Maev McDaid – háttérénekes (12), hárfa (13) - Pauline McDaid – háttérénekes (12) - Jack Parisi – programozás (12) - Michael Peter Olsen – cselló (13) - Owen Pallett – vonós hangszerelés, brácsa, hegedű (13) |

Utómunka
| - Ed Sheeran – executive producer - Johnny McDaid – executive producer, hangmérnök (2, 4–6, 8, 11–14) - Fred – executive producer, hangmérnök (4–8, 11, 14) - Stuart Hawkes – master - Mark Stent – keverés - Joe Rubel – hangmérnök (1, 2, 10, 11), felvételek (2), string hangmérnök (3, 6) - Matt Glasbey – hangmérnök (1, 3, 6, 10, 11) - Robert Sellens – hangmérnök (1, 10, 11) - Chris Laws – hangmérnök, felvételek (2) - Dan Pursey – hangmérnök, felvételek, vokál producer(2) - Graham Archer – hangmérnök (2, 4–8, 10–14), vokál producer(2–6, 8, 10–14) - Paul Lamalfa – hangmérnök (9) | - Aine McDaid – felvételek (13) - Kylie Minogue – vokál hangmérnök, további hangfelvételek (12) - Steve Mac – vokál producer(2) - Matt Wolach – keverési asszisztens - Kieran Beardmore – keverési asszisztens (1–3, 5–14) - Charlie Holmes – keverési asszisztens (1–3, 5–14) - Camden Clarke – asszisztens hangmérnök (1, 10, 11) - Marta Di Nozzi – asszisztens hangmérnök (3, 6) - Neil Dawes – asszisztens hangmérnök (3, 6) - Will Reynolds – asszisztens hangmérnök (4–6, 8, 11–13) - Hal Ritson – további hangmérnöki munka (5) - Kevin Shirley – további vokál hangmérnöki munka (12) |

## Kiadások
| Régió       | Dátum             | Formátumok                                        | Kiadó               | For.  |
| ----------- | ----------------- | ------------------------------------------------- | ------------------- | ----- |
| Világszerte | 2021. október 29. | - CD - digitális letöltés - streaming - hanglemez | - Asylum - Atlantic | [ 8 ] |